# 티베로
티베로(Tibero)는 기업 비즈니스 구현의 기반이 되는 데이터베이스 인프라 구성을 지원하며 고성능, 고가용성 및 확장성의 문제를 해결하는 엔터프라이즈 데이터베이스 관리 시스템으로 티맥스티베로사('티맥스데이터 ' 모회사)에서 제작한 한국산 데이터베이스 관리 시스템(DBMS)이다. 기존 데이터베이스의 단점을 보완하기 위해 티베로는 독자적인 Tibero Thread Architecture를 채택하고 구현하였으며, 세계 두 번째 및 대한민국 최초로 액티브 클러스터링(Active Clustering) 기술을 개발하여 TAC(Tibero Active Clustering)를 통해 고가용성 및 고성능을 보장한다. 또한 SQL 등을 포함, 오라클의 제품과 거의 동일한 호환성을 제공함에 따라 오라클 데이터베이스의 대안으로도 주장되고 있다.
티베로 6는 데이터베이스 간 동기화 성능을 개선하여 다중 노드에서도 안정적인 DB 서비스 운영을 가능하게 한다. 또, 오라클 RAC와 동일한 공유 DB 클러스터링 기술인 ‘티베로 액티브 클러스터(TAC)’를 강화하는 블럭 트랜스퍼(Block Transfer) 기술이 적용되었고 자가튜닝(Self Tuning)을 통한 성능 최적화, 지속적인 DB 모니터링, 성능 관리 지원 등을 제공한다.

티베로 7은 On-Premise, Cloud 환경 제약 없는 사용자 맞춤형 고성능 DBMS이다. 2003년 첫 출시 이래로 20여년 동안 제조, 금융, 공공 등 여러 영역에서 축적해온 데이터 솔루션 및 클라우드 기술과 노하우를 집대성했다. 고객은 기업의 비즈니스 환경 맞춤 운영 구조를 선택해 DBMS를 사용할 수 있다.
높은 안정성 · 고성능 · 호환성 등에 대한 시장 수요를 반영한 다양한 기능을 추가했다. 고성능 데이터 분석에 특화된 '인-메모리 칼럼스토어(In-Memory Column Store)', 최신 프로그램 개발에 적합한 'JSON 데이터 타입' 및 '공간 데이터(Spatial Data)' 지원 기능 강화, 데이터 접근 권한을 분리하는 '레이블 시큐리티(Label Security)' 및 접근 통제 및 기록을 담당하는 '파인 그레인드 오디팅(Fine Grained Auditing)', 특정 시점으로의 복구로 백업이 필요 없는 안정적 운영을 제공하는 '플래시백 데이터베이스(Flashback Database)' 등의 기능을 제공한다.

## 주요 연혁
- 2003년, 티맥스데이터 설립
- 2006년, 국산 최초 상용 RDBMS 티베로 출시
- 2008년, 세계 2번째 및 대한민국 최초 TAC 기술 개발 성공
- 2009년, 대한민국 최초 OpenGIS 국제 인증
- 2011년, TAC 기반 대용량 처리 기능 강화
- 2014년, 대한민국  SW제품 품질 대상 수상
- 2015년, Cloud 환경 본격 지원
- 2016년, 대한민국 기술대상 산업통상자원부 장관상 수상
- 2018년, 제17회 대한민국 SW기업경쟁력대상 일자리 창출 기여부문 최우수상 수상
- 2019년, 현대기아차 IT 시스템 메인 DBMS 채택 및 DBMS 운영 다각화를 위한 MOU 체결
- 2020년, 코로나 시대에 온라인개학 지원 'e학습터' 및 긴급재난지원금 지급 시스템 도입
- 2021년, 차세대 지방세입정보시스템 사업 수주
- 2022년, 고가용, 다양한 데이터, 보안 등 30여 개 신기능이 추가된 Tibero7 출시
- 2022년, Tibero7 GS인증 1등급 획득

## 기능
Tibero는 DBMS의 가장 중요한 4대 요소인 안정성, 고성능, 편의성, 호환성을 보장한다.

1) 안정성:
- 공유 디스크 기반의 Active-Clustering(TAC)으로 중단 없는 시스템 운영 가능
- 독립 디스크 기반의 Active-Standby(TSC)로 자료 보호 및 재해 복구 가능
2) 고성능:
- 병렬 처리 기술을 통한 대용량 데이터 처리
- Local/Global Index 기능 제공 및 Range/List/Hash/Composite 등 다양한 Partition 기능 제공
3) 편의성:
- Tibero Studio를 통해 개발 및 운영에 필요한 DBMS 모니터링 및 관리자 기능, SQL 개발자 기능 제공
- T-up을 통한 타 DBMS의 Data 및 object를 Tibero로 손쉽게 전환할 수 있는 기능 제공
- 약 400여개의 3rd Party 솔루션과의 연동 지원
4) 호환성:
- 표준 SQL 및 표준 인터페이스 지원
- Oracle SQL 및 PL/SQL 호환
- DB Link를 통한 원격의 이기종 DB서버의 Table 조회 및 입력, 수정, 삭제 지원